# Itera-Katusha

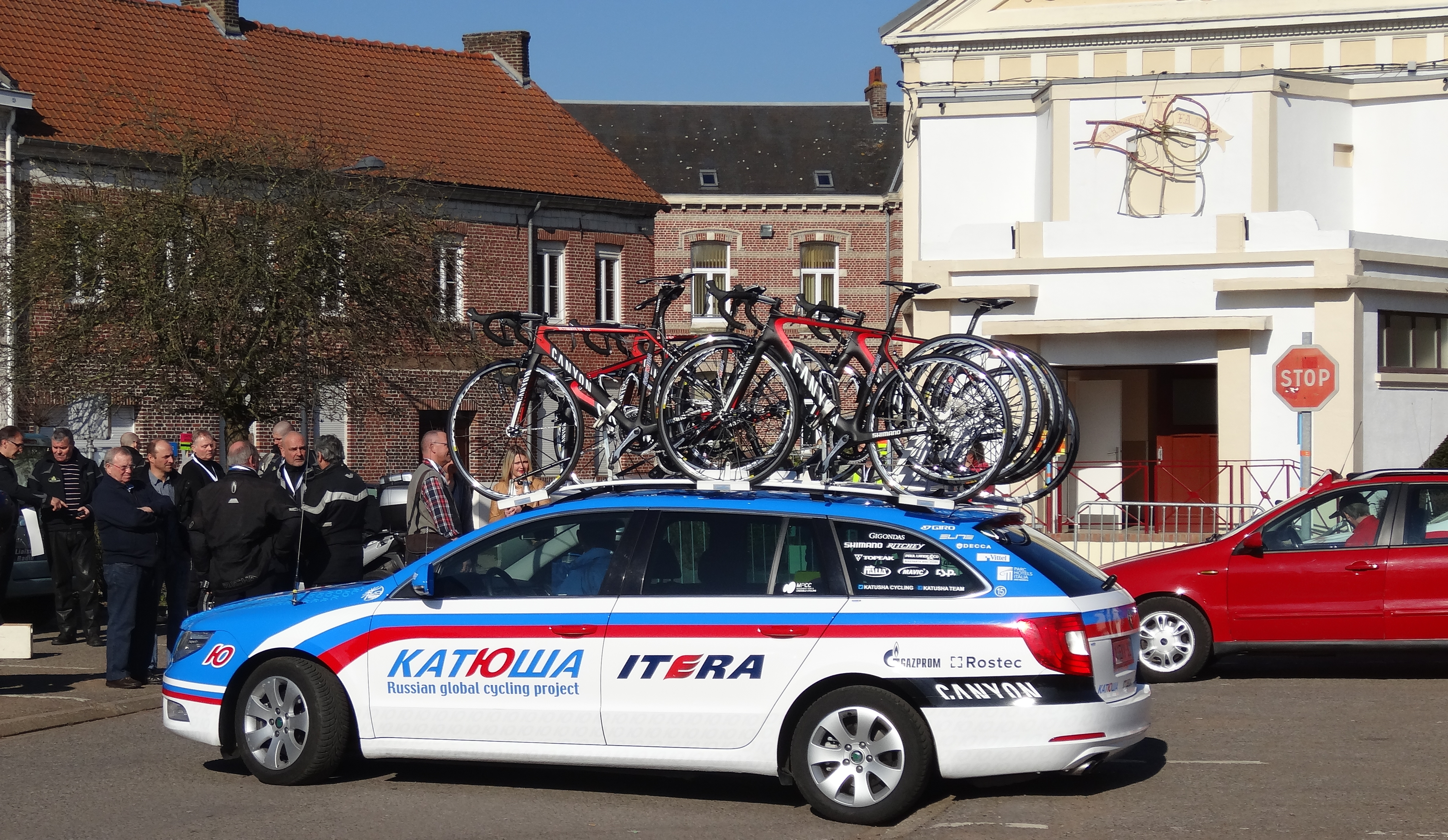
Vehicle de suport al 2014

L'equip Itera-Katusha (codi UCI: TIK) va ser un equip ciclista professional rus, que competí de 2010 a 2015. Va tenir categoria continental i era l'equip reserva del Team Katusha.

## Principals resultats
- Trofeu Franco Balestra: Aleksandr Mirónov (2010)
- Circuit de les Ardenes: Mikhaïl Antónov (2010)
- Tour de Loir i Cher: Mikhaïl Antónov (2010)
- Giro de la Vall d'Aosta: Piotr Ignatenko (2010)
- Memorial Oleg Diatxenko: Aleksandr Mirónov (2010), Dmitri Kossiakov (2011), Aleksandr Ribakov (2012)
- Gran Premi de la vila de Nogent-sur-Oise: Aleksei Tsatévitx (2011), Ígor Bóiev (2012)
- Cinc anells de Moscou: Serguei Firsànov (2011), Ígor Bóiev (2012), Maksim Razúmov (2013)
- Copa de la Pau: Andrei Soloménnikov (2011)
- Volta a Eslovàquia: Nikita Nóvikov (2011)
- Tour del País de Savoia: Nikita Nóvikov (2011)
- Memorial Davide Fardelli: Anton Vorobiov (2011)
- Roue tourangelle: Viatxeslav Kuznetsov (2012)
- Gran Premi de Donetsk: Ilnur Zakarin (2012)
- Gran Premi d'Adiguèsia: Ilnur Zakarin (2012)
- Mayor Cup: Ígor Bóiev (2012)
- Gran Premi dels Marbrers: Sergei Pomoshnikov (2012)
- Central European Tour: Szerencs-Ibrány: Mamyr Stash (2014)
- Tour de Kuban: Dmitri Samokhvalov (2015)

### A les grans voltes
- Giro d'Itàlia
  - 0 participacions

- Tour de França
  - 0 participacions

- Volta a Espanya
  - 0 participacions

## Classificacions UCI

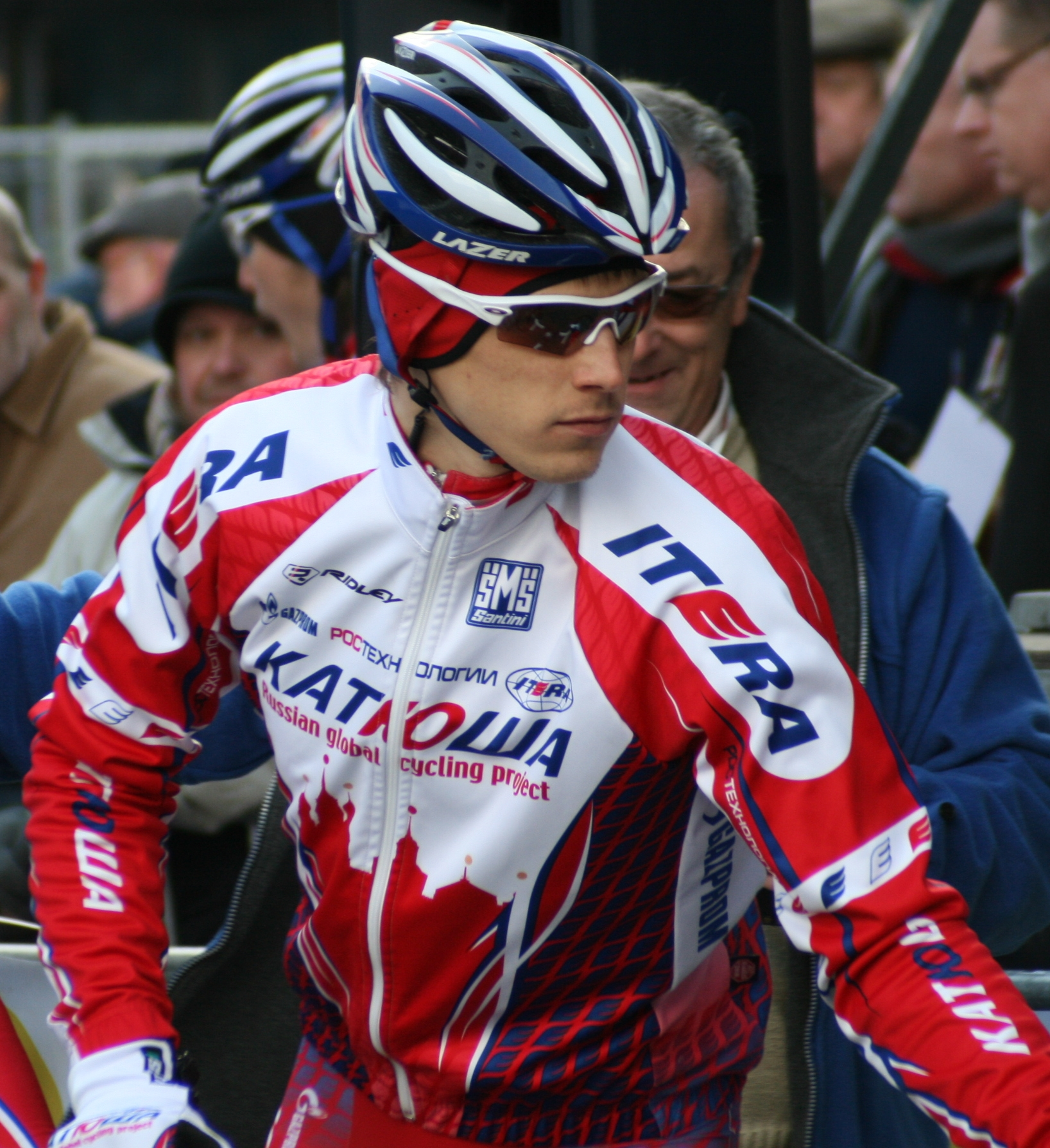
Aleksandr Pórsev al 2010

L'equip participa en les proves dels circuits continentals i principalment en les curses del calendari de l'UCI Europa Tour.
UCI Amèrica Tour
| Temporada | Classificació per equips | Millor ciclista en la classificació individual |
| --------- | ------------------------ | ---------------------------------------------- |
| 2010      | 34è                      | Aleksandr Pórsev (272è)                        |

UCI Europa Tour
| Temporada | Classificació per equips | Millor ciclista en la classificació individual |
| --------- | ------------------------ | ---------------------------------------------- |
| 2010      | 16è                      | Aleksandr Pórsev (51è)                         |
| 2011      | 10è                      | Nikita Nóvikov (26è)                           |
| 2012      | 5è                       | Viatxeslav Kuznetsov (26è)                     |
| 2013      | 49è                      | Maksim Razúmov (116è)                          |
| 2014      | 29è                      | Alexander Foliforov (134è)                     |
| 2015      | 35è                      | Anton Samokhvalov (165è)                       |

UCI Oceania Tour
| Temporada | Classificació per equips | Millor ciclista en la classificació individual |
| --------- | ------------------------ | ---------------------------------------------- |
| 2010      | 34è                      | Viatxeslav Kuznetsov (52è)                     |